# ژانتا ایلیه‌وا
ژانتا ایلیه‌وا (به انگلیسی: Zhaneta Ilieva) ژیمناست زادهٔ ۳ اکتبر ۱۹۸۴ میلادی اهل کشور بلغارستان است.